# استفانی بیسمپیکو
استفانی بیسمپیکو (به انگلیسی: Stefani Bismpikou) ژیمناست زادهٔ ۲۷ ژوئن ۱۹۸۸ میلادی اهل کشور یونان است.